# سنب‌حنعس
سنب‌حنعس (انگلیسی: Senebhenas؛ ‏ ‏ مصری باستان: snb-ḥnˁ=s؛ معنای تحت‌اللفظی: «سلامتی با اوست») ملکه همسر پادشاه مصر باستان، سوبک‌حتپ سوم بود که در دوران دودمان سیزدهم، حدود سال ۱۷۵۰ پیش از میلاد سلطنت می‌کرد.

## شواهد تاریخی
این ملکه عمدتاً از طریق یک سنگ‌نوشتهٔ صخره‌ای در وادی الهول شناخته شده است. در این سنگ یادبود، او دارای رشته‌ای از القاب بلندبالاست، از جمله بانوی تمامی سرزمین‌ها، همسر شاه، خنمت‌نفرحدجت. در تصویر این سنگ یادبود، سنب‌حنعس در پشت سر مادر پادشاه، یوحتی‌بو ایستاده است. این چیدمان نشان می‌دهد که او همسر اصلی پادشاه بوده، چرا که همسر دوم شاه به نام نِنی نیز شناخته شده و پشت سر سنب‌حنعس در نقش ظاهر شده است.